# Manuel de Jesús Calvar
Manuel de Jesús Calvar y Oduardo, también conocido como Titá, (Manzanillo, Cuba Española, 25 de diciembre de 1837 - Cayo Hueso,  Estados Unidos, 20 de diciembre de 1895) fue un militar y político cubano. sirvió como presidente de la República de Cuba en Armas, desde el 16 de marzo hasta el 28 de mayo de 1878. Después de la firma del Pacto de Zanjón con el poder colonial español en Camagüey, el 10 de febrero de 1878, tras diez años de guerra entre España y el movimiento independentista cubano (mambises), el Mayor general Calvar, junto al también Mayor general Antonio Maceo y otros patriotas cubanos, protagonizó la Protesta de Baraguá, el 15 de marzo de 1878. A partir del día siguiente, Titá Calvar fungió como presidente de la República de Cuba en Armas durante dos meses.

## Infancia y juventud
Nació el 25 de diciembre de 1837 en Manzanillo, Oriente. Su padre fue un terrateniente acaudalado. Puede decirse que su infancia fue placentera, asistiendo a escuelas privadas en la localidad. Fue enviado a Alemania para realizar estudios en disciplinas comerciales, entre ellas, contabilidad. Pasó varios años en la ciudad de Bremen y Hamburgo, de regreso a su tierra natal se dedica al comercio y cría de ganado.

## Conspiraciones independentistas
Desde que en Manzanillo brotaron las ideas independentistas valorizadas por el abogado Carlos Manuel de Céspedes, Bartolomé Masó y Francisco Vicente Aguilera, contaron con el entusiasta concurso de Titá Calvar. Cuando se fundó la Logia masónica Estrella Tropical No. 19 varios manzanilleros procedieron a inscribirse en la misma, entre ellos Carlos M. de Céspedes, Titá Calvar, Jaime Santiesteban y Agustín Valerino. Ellos eran abanderados del alzamiento inmediato, pero los bayameses pedían más tiempo para contar con recursos y vertebrar una sólida conspiración.
El 14 de agosto de 1867 nació el Comité Revolucionario de Bayamo, presidido por Aguilera y el 27 fue creado otro en Manzanillo dirigido por Céspedes, Bartolomé e Isaías Masó. El plan que elaboraron fue alzarse el 24 de diciembre de 1867, idea que acogieron decididamente Calvar y otros. Sin embargo, fueron delatados a las autoridades.
El movimiento decembrista no pudo llevarse a cabo, porque el enemigo supo del proyecto e intentó neutralizarlo. Cogieron preso a Céspedes, a quien tuvieron que dejar en libertad, pues no pudo probarse el complot.
El 19 de marzo de 1868, Calvar acudió a una junta en Yara con la presencia de Aguilera, Céspedes, Masó y otros, con el objetivo de activar el acopio de recursos. De nuevo el 16 de abril estuvo en el acto fundacional de la Logia masónica Buena Fe. La nueva fecha del alzamiento fue fijada para el 3 de septiembre, pero hubo que variarla para luego de la zafra de 1869 porque Camagüey y Holguín solicitaban más tiempo para organizarse, y además conocer las disposiciones de Las Villas y La Habana. Pero los bayameses se dieron cuenta de que podían ser nuevamente descubiertos y se decidieron por el 24 de diciembre de 1868. Aguilera viajó a Manzanillo para apaciguar los ánimos de Céspedes, Masó, Calvar y otros exaltados en el Guacanayabo. En vista de ello el 3 de octubre se citó a una junta en la finca El Ranchón de los Caletones de Titá Calvar.
El 4 de octubre, en la finca El Mijial, en Holguín, reunidos conspiradores de la talla de Vicente García, Donato Mármol, Luis Figueredo, Calixto García, Jaime Santiesteban (representando a Manzanillo), y otros acordaron insurgir el 14 de octubre próximo. Avisado Céspedes, convocó una junta en la finca El Rosario, del propio Santiesteban. Entre los concurrentes estuvo Titá Calvar.

## Guerra de los Diez Años
No pudieron esperar ni siquiera el 14 de octubre para el grito de libertad pues fueron descubiertos. El día 7 en la mañana el capitán Francisco Lersundi pasó un telegrama a Bayamo para que apresaran a Céspedes, Aguilera, Masó, Pedro Figueredo (Perucho) y Donato Mármol, entre otros desafectos de la corona. El mensaje fue interceptado por Ismael de Céspedes, quien lo retuvo por 24 horas. Enterado Céspedes, pasó aviso a los complotados de Manzanillo para que se reunieran en el ingenio La Demajagua.
Calvar se había trasladado a sus fincas en el partido de Guá, donde conoció la orden de Céspedes. El 9 de octubre reunió 200 hombres y ya en horas de la tarde hizo entrada en el batey azucarero, decididos a vencer o morir en aras de la libertad. Llegaron también con pequeñas partidas Eduardo Suastegui, Rafael Tornés García y Emiliano García.
El día 10 de octubre, en las primeras horas arribaron 200 hombres al mando Masó y Juan Hall. A la media mañana Céspedes los reunió a todos y mando a tocar las campanas para que acudieran los esclavos. En el acto los liberó y los invitó a tomar parte en la lucha por la independencia. Este noble gesto con la raza oprimida fue seguido por todos los dueños de hombres presentes. Todos juraron ante la bandera tricolor, diseñada por Céspedes y aprobaron el Manifiesto del 10 de octubre.
En las primeras horas del día 11 dejaron el ingenio La Demajagua, y en horas del mediodía hicieron un alto en Palmas Altas. En este punto Céspedes realizó los primeros ascensos premiando a Manuel Calvar, Juan Hall y Jaime Santiesteban con la categoría de Brigadier general.
Reorganizadas las fuerzas, tres días después acamparon en Nagua, en las estribaciones de la Sierra Maestra. El dominicano Luis Marcano fue nombrado jefe de operaciones, y una de sus tareas fue organizar las fuerzas por compañías formando siete, con un capitán al frente. Las número cinco, seis y siete formaron una columna puesta a disposición de Titá Calvar. El plan siguiente era tomar la ciudad de Bayamo.
Llegaron a la vista de la ciudad del cauto el día 17 en horas de la tarde, acampando en el Ingenio Santa Isabel. Estaba de guarnición el segundo regimiento a cargo del teniente coronel Julián Udaeta. Céspedes le envió una petición de rendición, pero éste la rechazó. El día 18 se prepararon para el ataque.
Al general Calvar tocó avanzar por la barranca de La Lizana, a golpe de carga, destruyó las barricadas puestas en calles y conjuntamente con Pedro Figueredo (Perucho) puso sitio al cuartel de infantería. En estas acciones Calvar puso de manifiesto sus cualidades de dirigente militar diseñando proyectos para mantener al enemigo en jaque. Dos días después, el coronel Udaeta capituló, quedando en poder de los revolucionarios un importante botín militar.
El 25 de octubre, Calvar fue destinado a operar en la zona de Manzanillo. El principal objetivo era proveerse de armas y evitar la llegada de refuerzos desde ese punto hacia Bayamo. Rechazaron indignas proposiciones de paz del general Blas Villate, Conde de Valmaseda, respondiendo que jamás habría paz sin independencia. Valmaseda no intentó desde allí un avance hacia Bayamo.
Reembarcó sus fuerzas con destino a Camagüey para aprovechar las debilidades de los focos de alzados de esa región. A fines de diciembre decidió avanzar hacia Bayamo teniendo que librar violentos combates, cruzando finalmente por Cauto Embarcadero.
Durante estos eventos, Calvar se mantenía en Manzanillo, desde allí impidió que un batallón español al mando del coronel Benegasi auxiliara desde Manzanillo la operación de Valmaseda en Bayamo, ciudad recuperada por los colonialistas en ruinas, porque sus habitantes decidieron quemarla.
En julio de 1869 su grado de brigadier fue bajado a coronel debido de una reestructuración del Ejército Libertador acordada en la Asamblea de Guáimaro. Fue creado un Distrito Militar en Bayamo, integrado por los territorios de Bayamo, Manzanillo, Yara y Vicana. De las fuerzas de Manzanillo se hizo cargo Calvar. En enero de 1870 Calvar fue herido de bala en un muslo.
En Consejo de Gabinete, celebrado el 26 de enero de 1872, Calvar fue promovido nuevamente al grado de brigadier general. Al día siguiente Céspedes se lo comunicaba en los siguientes términos: “De justicia era este ascenso, con el que vuelve usted a ocupar el puesto que al principio de la revolución tuviera, y para el que las cualidades que ha usted adornan son garantía de acierto”.
En abril de 1872 pasó a la jefatura de la Brigada de Holguín, adscripta a la División de Santiago de Cuba dirigida por el mayor general Máximo Gómez. En esta zona Calvar libró un gran número de combates, entre ellos Alcalá, Punta Gorda, Báguanos, Baire abajo, así como los ataques a Mayarí y Holguín. En los primeros meses de 1873 tuvo bajo su mando los distritos de Santiago de Cuba y Holguín. El 7 de junio el presidente Céspedes lo ascendió al grado de mayor general.
No estuvo de acuerdo en octubre de 1873 con la deposición del Presidente Céspedes. Al mes siguiente tomó parte en el ataque a Manzanillo, al mando superior del general Calixto García y en octubre de 1874 ocupó interinamente la jefatura del Primer Cuerpo del Ejército de Oriente, la cual entregó al poco tiempo al general Vicente García. En septiembre atacó el fuerte de Arroyo Hondo, en Guantánamo.
En abril de 1875 se opuso a la Sedición de Lagunas de Varona, protagonizada por el general Vicente García. Ante el ambiente de divisionismo e indisciplina renunció a mandar unidades en oriente y marchó a Las Villas al frente de 500 orientales para reforzar la ofensiva del general Máximo Gómez. En esa región mandó la Segunda División tomando parte en el combate de Loma del Jíbaro y el 20 de julio de 1876 atacó la ciudad de Santa Clara.

## Protesta de Baraguá, presidencia y exilio
En octubre de 1876 renunció junto con Máximo Gómez a mandar tropas en Las Villas, regresando a Oriente. Marchó al campamento de Cambute, donde lo sorprendieron los sucesos del Pacto del Zanjón. El general Calvar, amante de la independencia, coordinó con el general Antonio Maceo la Protesta de Baraguá, conferencia celebrada el 15 de marzo de 1878 con el máximo representante español en la isla, general Arsenio Martínez Campos.
Después de mostrar su intransigencia frente al enemigo al día siguiente los patriotas formaron un gobierno provisional, eligiendo como presidente al general Calvar. Este organismo mandó al general Maceo a una misión al extranjero, con el propósito encubierto de salvarle la vida. Las operaciones militares aumentaron en Oriente, particularmente, en la zona donde residía el gobierno. En estas condiciones en una junta celebrada el 28 de mayo en Loma Pelada acordaron capitular.
El general Calvar marchó a Jamaica y después a Costa Rica. Finalmente se estableció en Honduras, donde pronto formó importantes relaciones en la esfera de gobierno. Gracias a sus gestiones ocuparon importantes cargos en este país Máximo Gómez, Antonio Maceo, Rafael Rodríguez y Tomás Estrada Palma.

## Muerte
Una vez ocurrido el cambio de gobierno liberal, el general Calvar marchó hacia los Estados Unidos. Vivió un tiempo en Tampa y posteriormente en Cayo Hueso. No dejó en ningún momento de laborar por la causa de la independencia. Poco a poco, su salud se fue deteriorando y murió en Cayo Hueso, el 20 de diciembre de 1895.